# Cetylpyridiniumchlorid
Cetylpyridiniumchlorid (CPC) je kvartérní amoniová sloučenina používaná v některých ústních vodách, zubních pastách, bonbonech, ústních, krčních, nosních sprejích a mýdlech. Jde o antiseptikum, které ničí bakterie a jiné mikroorganismy. Byl též shledán účinným jako prevence proti zubnímu plaku a gingivitidě. Používá se také jako součást některých pesticidů. Udává se však (podle WebMD, eMedicine), že může způsobovat hnědé skvrny mezi zuby. Ty jsou však lehce odstranitelné při jednoročním dentálním čistění prováděném zubním lékařem.

## Synonyma
Cetylpyridiniumchlorid se nazývá nebo je přítomen v komerčních výrobcích jako 1-palmitylpyridiniumchlorid, C16-alkylpyridiniumchlorid, 1-hexadecylpyridiniumchlorid, acetoquat CPC, aktivex, ammonyx CPC, cecure, ceepryn chloride, cepacol, ceprim, cepacol chloride, cetafilm, cetamium, dobendan, halset, ipanol, medilave, mercocet, merothol, pionin B, pristacin, pyrisept a asept. Je aktivní složkou v Crest Pro-Health, který byl prokázán jako účinnější než Listerine.

## Fyzikální a chemické vlastnosti
Cetylpyridiniumchlorid má sumární vzorec C21H38NCl a v čisté formě je to při pokojové teplotě pevná látka. Bod tání je v bezvodé formě 77 °C, resp. 80–83 °C ve formě monohydrátu. Je nerozpustný v acetonu, kyselině octové a ethanolu. Má pyridinový pach. Je zápalný. Koncentrované roztoky poškozují membrány sliznic. Je toxický při požití a velmi toxický při nadýchání.
CAS číslo monohydrátu je 6004-24-6.
V některých výrobcích se místo cetylpyridiniumchloridu používá cetylpyridiniumbromid. Vlastnosti obou sloučenin jsou v zásadě identické.
CMC (kritická micelární koncentrace) je 0,001 24 M, což odpovídá 0,042 % ve vodě.

## Toxikologie a farmakologie
- LDLO intraperitoneálně (potkan): 15 mg kg−1
- LD50 nitrožilně (potkan): 30 mg kg−1
- LD50 orálně (myš): 108 mg kg−1
- LD50 orálně (králík): 400 mg kg−1
- LD50 nitrožilně (králík): 36 mg kg−1